# Have You Never Been Mellow (chanson)
Pour l’article ayant un titre homophone, voir Have You Ever Been Mellow.
Cet article concerne le single. Pour l'album homonyme, voir Have You Never Been Mellow.
Singles de Olivia Newton-John
I Honestly Love You
(1975) Please Mr. Please
(1975)
Have You Ever Been Mellow est un single enregistré par la chanteuse anglo-australienne Olivia Newton-John pour son cinquième album studio, homonyme, sorti en 1975.

## Production
Écrite et produite par John Farrar, la chanson est sortie en tant que premier single de l'album en janvier 1975.
Aux États-Unis, le single devient le deuxième numéro un consécutif de Newton-John au Billboard Hot 100, en tête du classement en mars 1975. Il se classe également en tête du classement Adult Contemporary et poursuit son succès en tant qu'artiste crossover en atteignant la troisième place du classement Hot Country Songs. Il est également devenu son quatrième single consécutif à être certifié disque d'or par la Recording Industry Association of America (RIAA). Le single atteint également la première place au Canada, et se classe à la dixième place en Australie, le pays natal d'Olivia Newton-John.
Have You Never Been Mellow est nommée pour la meilleure performance vocale féminine lors de la 18e édition des Grammy Awards, mais perd face à At Seventeen de Janis Ian.

## Classements
| Classements (1975)                           | Meilleure position |
| -------------------------------------------- | ------------------ |
| Australie (Kent Music Report)                | 10                 |
| Canada (Canada Top Singles) (RPM)            | 1                  |
| Canada (Canada Adult Contemporary) (RPM)     | 1                  |
| Canada (Canada Country) Songs (RPM)          | 1                  |
| Nouvelle-Zélande (RMNZ)                      | 12                 |
| États-Unis (US Billboard Hot 100)            | 1                  |
| États-Unis US Billboard (Adult Contemporary) | 1                  |
| États-Unis (US Billboard Country)            | 3                  |
| États-Unis (US Cashbox)                      | 1                  |

| Classements (2022)                             | Meilleure position |
| ---------------------------------------------- | ------------------ |
| Japon (Billboard Japan)                        | 6                  |
| États-Unis U.S. Digital Song Sales (Billboard) | 29                 |

### Classements annuels
| Classements (1975)              | Rang |
| ------------------------------- | ---- |
| Australia (Kent Music Report)   | 63   |
| Canada Top Singles (RPM)        | 19   |
| Canada Adult Contemporary (RPM) | 2    |
| US Cashbox                      | 19   |
| US Billboard Hot 100            | 36   |